# Caces
Caces es una parroquia y pueblo del municipio de Oviedo, en España, que dista 12 kilómetros a la capital municipal. Tiene una población de 290 habitantes, y ocupa una extensión de 4,67 km².

## Geografía
La parroquia de Caces ocupa el sector suroccidental del concejo, en una zona regada por el río Nalón. El pueblo de Caces es la población más grande de la parroquia y se emplaza en una vega formada a la izquierda del río Nalón en uno de los meandros que este río forma en esta parte de su recorrido, antes de la confluencia con el Nora.

### Barrios
Caces se divide en cinco barrios o lugares: Caces, Pando, Pozobal, Siones y La Vallina.

## Historia
Caces fue la capital del municipio de Ribera de Abajo que se incorporó al de Oviedo a finales del siglo XIX, aunque ya había estado con anterioridad bajo la administración de regidores y justicias de la capital.

## Administración
Caces depende administrativamente de Oviedo: lista de alcaldes de Oviedo.

## Demografía
| Gráfica de evolución demográfica de Caces entre 1996 y 2014 |
|                                                             |

## Fiestas
- Las fiestas de Caces son el 8 de septiembre, y se festeja su patrona la Virgen de Covadonga.
- Las fiestas de Puerto son el 24 de agosto, con festejo de San Bartolomé, aunque el patrón del pueblo sea San Pelayo.